# جشنواره فیلم آدلاید
جشنواره فیلم آدلاید (انگلیسی: Adelaide Film Festival) یک جشنواره بین‌المللی فیلم است که معمولاً به مدت دو هفته در اواسط ماه اکتبر در سینماهای آدلاید، استرالیای جنوبی برگزار می‌شود. این جشنواره در ابتدا از مارس ۲۰۰۳ به مدت هر دو سال ارائه می‌شد، اما از سال ۲۰۱۳ هر ساله در ماه اکتبر برگزار شد. منوط به تأمین بودجه، جشنواره در سال‌های متناوب، رویدادهای کامل یا طولانی‌تری را برگزار می‌کند.